# دبي باركس آند ريزورتس

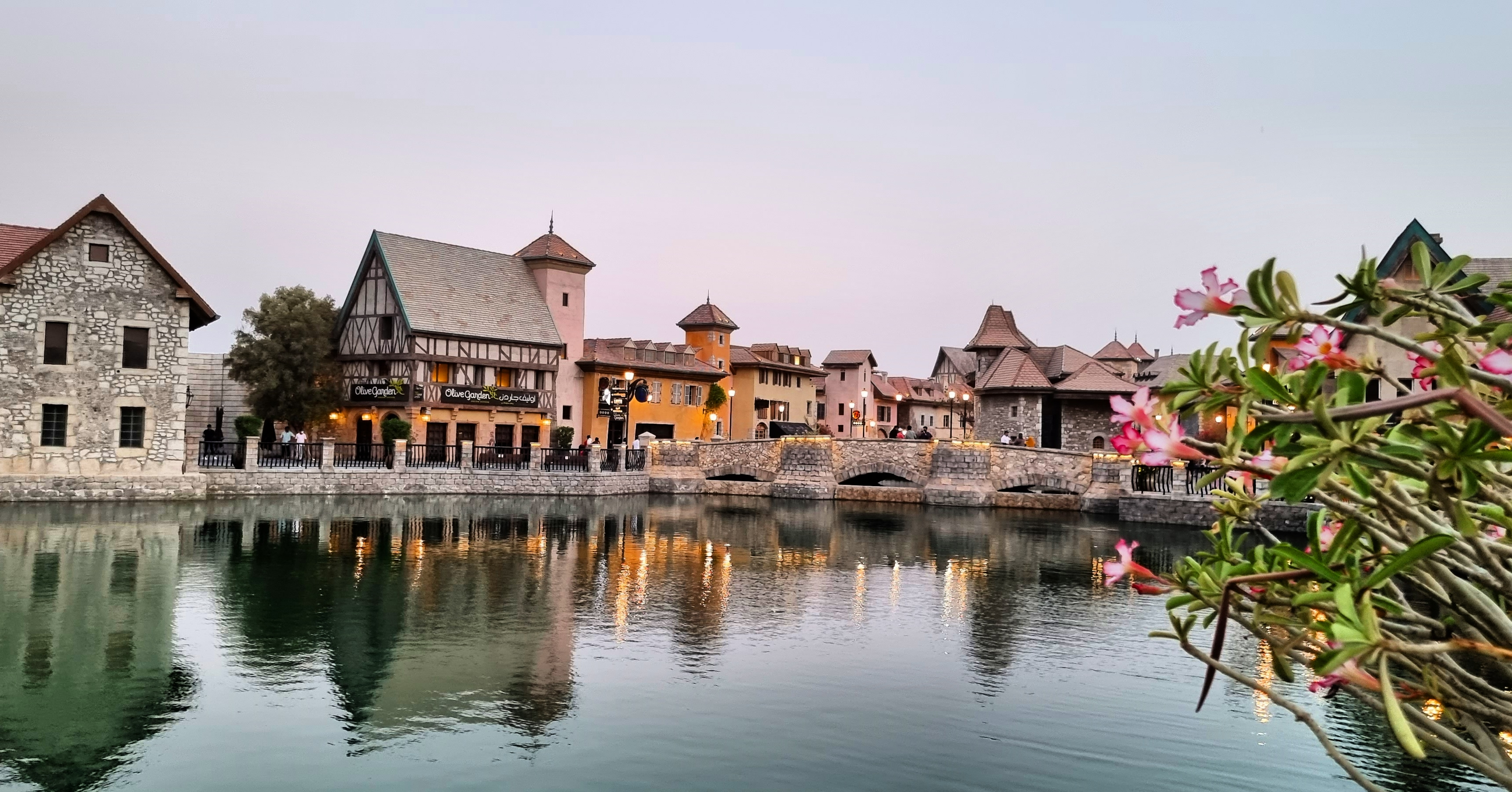
دبي باركس آند ريزورتس

«دبي باركس آند ريزورتس» هي أضخم واجهة ترفيهية في الشرق الأوسط وتقع في طريق الشيخ زايد بإمارة دبي في دولة الإمارات العربية المتحدة، وتقع على مساحة 25 مليون قدم مربع. وتحتوى «دبي باركس آند ريزورتس» على أكثر من 100 لعبة ترفيهية وتتكون من 3 منتزهات أساسية: منتزه «موشن جيت دبي»، ومنتزه «بوليوود باركس دبي»، ومنتزه «ليجولاند دبي» بالإضافة إلى حديقة للألعاب المائية «ليجولاند ووتر بارك». وتحتوي أيضاً على مجمع «ريفرلاند دبي» في مدخل «دبي باركس آند ريزورتس» الذي يصل ما بين المنتزهات المختلفة ويحتوي على العديد من المتاجر والمطاعم، و«جمب اكس» الذي يمتد على مساحة 1200 متراً مربعاً، و«نيون غالاكسي» على مساحة 860 متراً مربعاً. بالإضافة إلى منتجع وفندق عائلي مستوحى من الطراز البولينيزي «فندق لابيتا دبي» وفندق «روف آت ذي بارك» الذي يضم نادي رياضي ومسبح خارجي وساحة مخصصة للألعاب الالكترونية وملعب كرة قدم، وفندق ليجولاند المصمم بطريقة الليغو في جميع تفاصيله.
افتتحت «دبي باركس آند ريزورتس» في ال 18 من ديسمبر 2016. وسيكون «سيكس فلاجز دبي» رابع المنتزهات الترفيهية الذي سوف يفتتح في أواخر عام 2019 مع 27 لعبة ترفيهية إضافية لتصل المساحة المغطاة إلى 30.6 مليون قدم مربع.

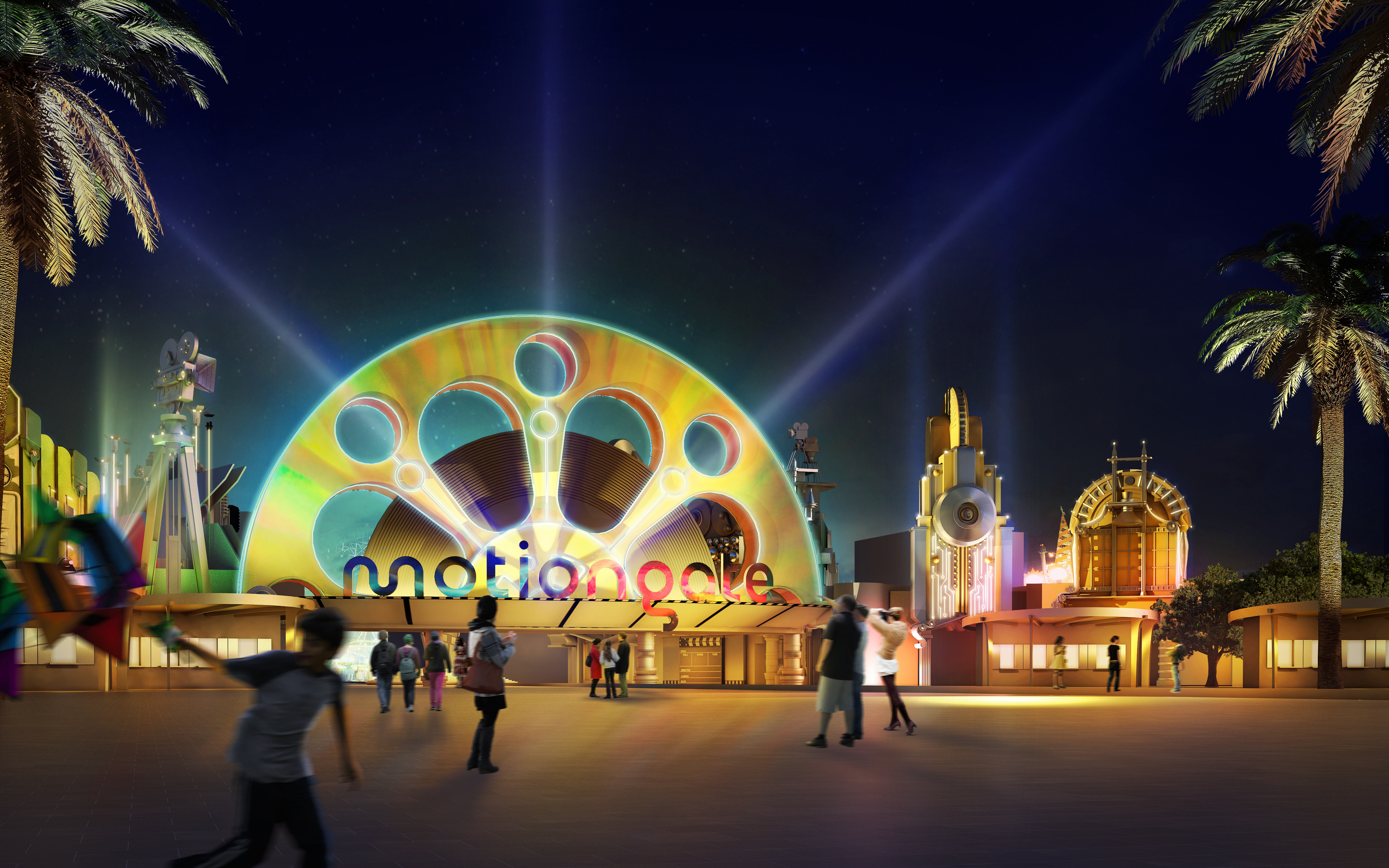
موشنجيت دبي

## منتزه «موشن جيت دبي»
مدينةٍ ترفيهيةٍ ضخمة تتخذ من أشهر أفلام هوليوود مصدرًا للإلهام حيث تحتضن وجهة موشن جيت 5 مناطق مستوحاة من استوديوهات السينما العالمية هي كولومبيا بيكتشرز ولايونزجيت و«دريم وركس» وقرية السنافر واستوديو سنترال كما تضم 27 لعبة حديثة ومصممة لمختلف الفئات العمرية، و لعبة مائية ومنطقتين للعب الأطفال،و 7 مطاعم بقوائم مأكولات منوعة و15 متجرًا للهدايا التذكارية

## منتزه «بوليوود باركس دبي»
يحتضن المنتزه الترفيهي عدة ألعاب عائلية ومحطات ترفيه مخصصة للأطفال، مستوحاة من الثقافة الهندية، ومنها «ويل أوف ستارز»، التي يبلغ طولها 55 متراً، وأفعوانية «تاكسي نمبر 1» بطول 88 متراً والمستوحاة من سيارات الأجرة الملونة بالأصفر والأسود في مومباي، و «روديو كي ساواري»، لعبة الركوب من وحي تقاليد مهرجانات الروديو الهندية.وأرجوحة «سكاي فلاير»، أطول أرجوحة دوّارة في العالم، ويبلغ ارتفاعها 460 قدماً، ومطعم ومنافذ طعام لاستكشاف النكهات العريقة ومأكولات الشارع الهندية. 

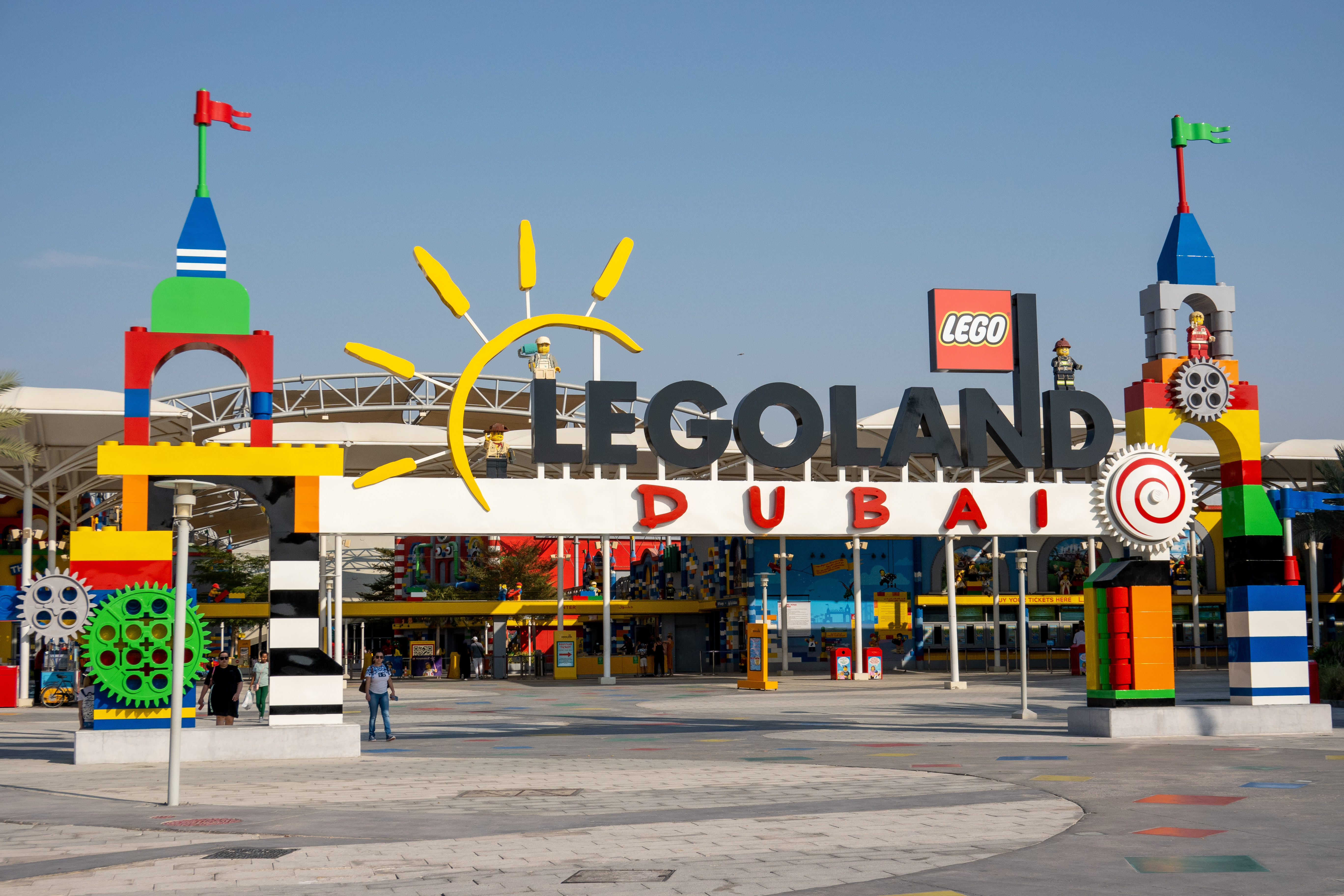
ليجو لاند دبي

## منتزه «ليجولاند دبي»
تتألف حديقة ليغولاند دبي من عدة أقسام رئيسية؛ وهي المصنع وأرض الخيال والممالك ومدينة ليغو وأرض المغامرة، بالإضافة إلى أول أرض داخلية مصغرة تحتضن أهم المعالم العالمية المصممة بقطع الليغو، والتي تضم أكثر من 15,000 مجسم وعرض مباشر كما يحتضن المنتزه فندق ليجولاند دبي الذي يعتمد في تصميمه على قطع الليجو التي تملأ جميع زوايا الفندق.

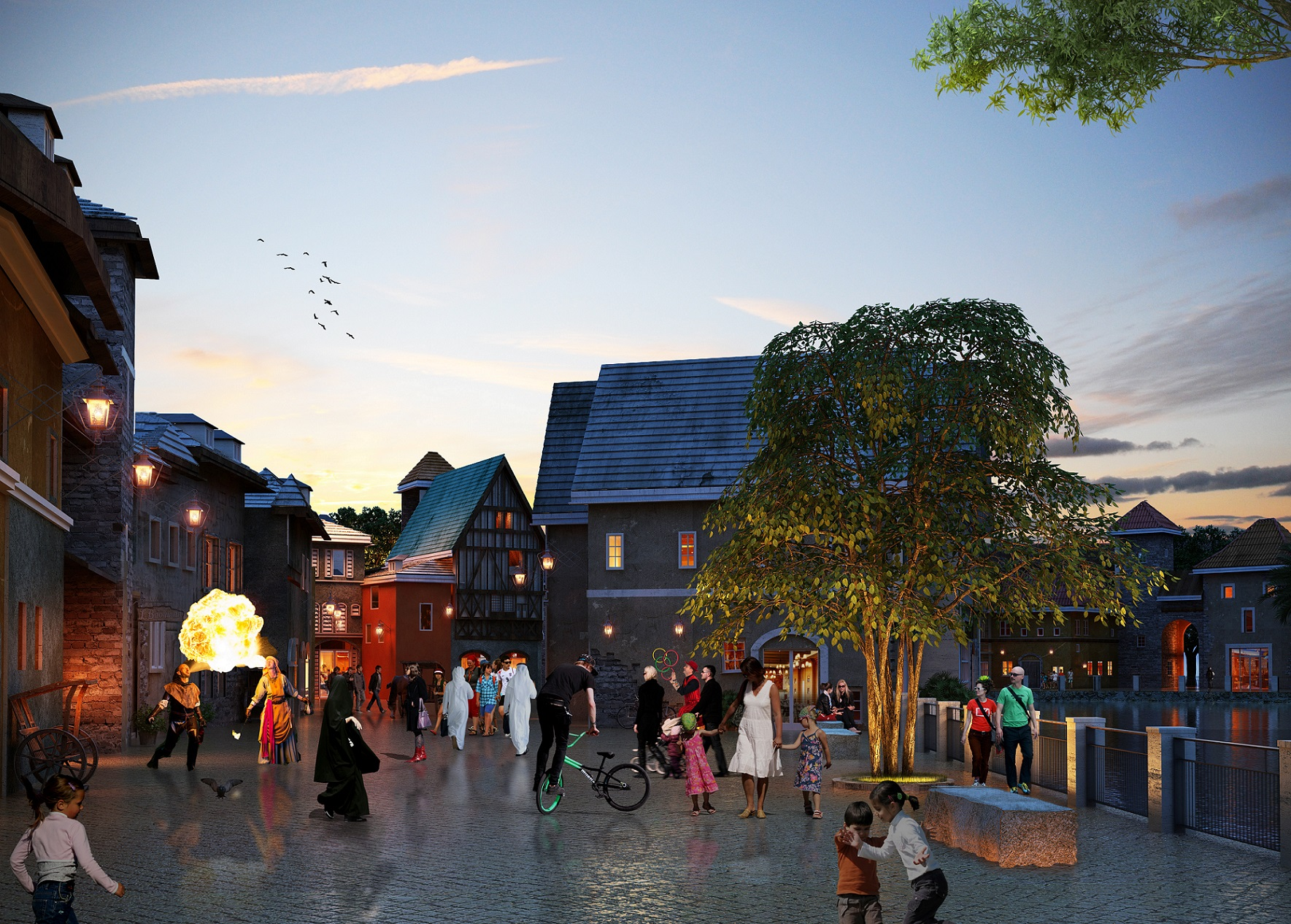
القرية الفرنسية في مجمع ريفرلاند

## مجمع «ريفرلاند دبي»
تتألف ريفرلاند دبي التي تعتبر من الأنشطة الترفيهية المجانية في دبي من أربع مناطق تعكس فترات زمنية لعدة ثقافات عالمية يصل بينها نهر بطول كيلومتر واحد، حيث تضم كل منها مجموعة من المرافق وأهم المناطق هي:
- منطقة الرصيف “ذا بورد ووك”:والتي تمثل أمريكا في الخمسينات .
- القرية الفرنسية :التي تمثل فترة العصور الوسطى في فرنسا .
- بوابة الهند :التي تمثل الثقافة الهندية من خلال العروض التي يقدمها الموسيقيون والبهلوانيون و الأطباق التقليدية الآسيوية والهندية .
- الجزيرة :التي تمثل النمط المعماري السائد في القرن التاسع عشر وتحوي عدداًعن مطاعم ومقاهي تسودها العروض الترفيهية الحية، ويتمثل أبرزها في القرية الإيرلندية.

## «جمب اكس»
هو متنزه لألعاب القفز الهوائية يمتد على مساحة تبلغ 1.262 متر ويقدم المتنزه للأطفال من سن 5 سنوات وما فوق مكاناً لإتقان مهاراتهم في القفز متنقلين عبر سلسلة من مناطق القفز والجدران القابلة للتسلق والأنفاق والحواجز والألعاب الحسية الموزعة على مستويات متعددة ضمن بيئةٍ آمنة وقد سجل المنتزه رقماً قياسياً جديداً لـ«أكبر قلعة قفز قابلة للنفخ» في العالم.

## «نيون غالاكسي»
عبارة عن ملعب داخلي مساحته 860 متراً مربعاً متعدد المستويات مزين بألوان النيون ويوفر منطقة خاصة برواد الفضاء الصغار تُمكنهم من التحليق عبر المجرة واللّعب حول النجوم، تضم تشكيلة متنوعة من الألعاب والتحديات الصعبة، بما في ذلك ، الغوص في منطقة الكرات، الانزلاق على المراجيح الطويلة و «تحدي مضمار النينجا»، الذي يبلغ طوله 32 متراً، ولعبة «سايكلون سلايد» المشوقة التي تنحدر لمسافة 15 متراً، إلى جانب ممشى الحبال الذي يتألف من 4 طوابق تحيط به «العربة الهوائية»و «برج التسلق الشبكي»، الذي يبلغ ارتفاعه أكثر من 18 متراً. 

## «فندق لابيتا دبي»
يتبع الفندق مجموعة ماريوت أوتوغراف كوليكشن وقد تم تصميمه على الطراز البولينيزي، يتميز بإنارته المحيطة والنقوش والديكور البولينيزي ويضم أكثر من 500 غرفة بالإضافة إلى 3 فلل،وقد تم إدراج الفندق ضمن قائمة أفضل فنادق 4 نجوم توفر مسابح خاصة في دبي..

## تاريخ تطوير المشروع
تم الإعلان عن المشروع في عام 2012 وتم البدء في إنشائه في عام 2014 
في عام 2014، قامت «دبي باركس آند ريزورتس» بتوقيع اتفاقات شراكة مع دريم ووركس أنيميشن، وكولومبيا بيكتشرز، ومرلين إنترتينمينت، والعديد من استوديوهات بوليوود لإحضار الشخصيات المفضلة من بوليوود وهوليوود إلى الحديقة.
في عام 2015، قامت «دبي باركس آند ريزورتس» بتوقيع اتفاقية شراكة مع ليونز جيت لإنشاء الحديقة الخامسة «موشنجيت دبي». في عام 2016، قامت الشركة بإعلان إنشاء «سيكس فلاجز دبي» لينضم إلى عائلة «دبي باركس آند ريزورتس».

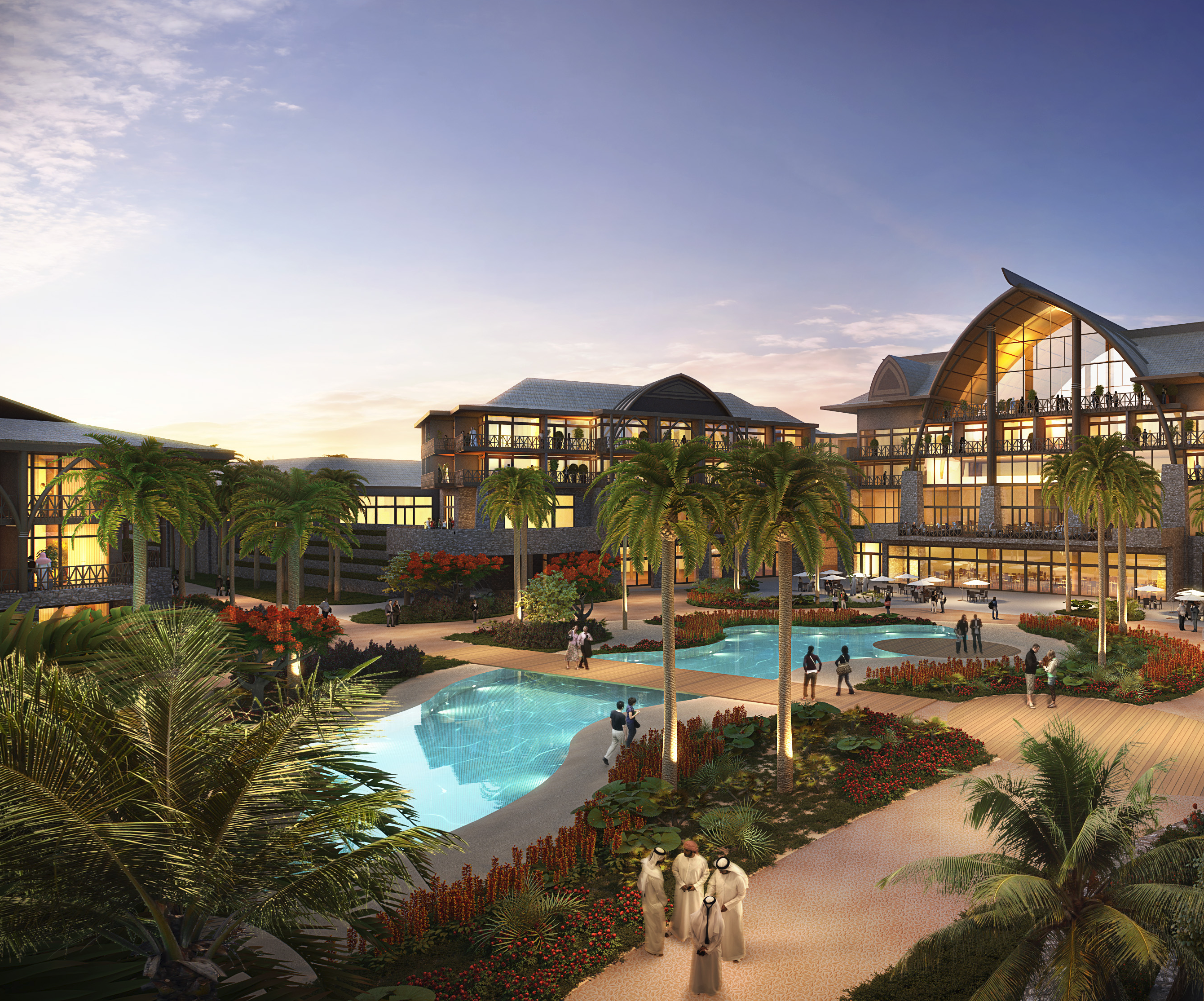
فندق لابيتا دبي

في عام 2016، تم إطلاق الأغنية الرسمية لـ «دبي باركس آند ريزورتس»، «كل عجائب الكون» التي قام بتأليفها آلان منكين الحائز على جائزة الأوسكار.
في 31 أكتوبر 2016 قامت «دبي باركس آند ريزورتس» بافتتاح «ليجو لاند دبي» و«ريفرلاند دبي». وأيضًا قامت بافتتاح «بوليوود باركس دبي» في 17 نوفمبر 2016 ثم «موشنجيت دبي» في 16 ديسمبر 2016. الافتتاح الرسمي تم في 18 ديسمبر 2016، وتم بث الحدث في جميع أنحاء العالم.
في عام 2017، بقية عناصر «دبي باركس آند ريزورتس» اكتملت بافتتاح «ليجو لاند ووتر بارك» وفندق «لابيتا».
لاحقاً في 2017 أعلنت شركة دي إكس بي إنترتينمينتس عن شراكة مع شركة مرلين لإنشاء فندق على طراز مدينة «ليجو» في «دبي باركس آند ريزورتس».
2012:
- قام صاحب السمو الشيخ محمد بن راشد آل مكتوم نائب الرئيس ورئيس وزراء دولة الإمارات العربية المتحدة وحاكم دبي بالإعلان عن إقامة مشروع «دبي باركس آند ريزورتس» [13]

2014:
- وضع حجر الأساس لمشروع «دبي باركس آند ريزورتس» في منطقة جبل علي في إمارة دبي.[13]
- تم توقيع إتفاقيات شراكة مع دريم وركس، وكولومبيا بيكتشرز، ومرلين إنترتينمينت (ليجو لاند) والعديد من استديوهات بوليوود.

2015:
- توقيع اتفاق مع ليونز جيت للمنطقة الخامسة «موشنجيت دبي»

2016:
- أعلنت الشركة عن إنشاء منتزه «سيكس فلاجز دبي» في «دبي باركس آند ريزورتس» والذي سيتم افتتاحه في عام 2019.
- تم افتتاح «ليجو لاند دبي» للجمهور في 31 أكتوبر 2016.[18]
- تم افتتاح «بوليوود باركس دبي» للجمهور في 17 نوفمبر 2016.[17]
- تم افتتاح «موشنجيت دبي» للجمهور في 16 ديسمبر 2016.[16]

2017:
- تم افتتاح «ليجو لاند ووتر بارك» للجمهور في 10 يناير 2017.
- تم افتتاح فندق «لابيتا» للجمهور في 2 يناير 2017.
- تم الإعلان عن اتفاقية شراكة مع شركة مرلين إنترتينمينت لإنشاء فندق على طراز ليجو لاند في «دبي باركس آند ريزورتس»[17]